# Barbut de Tanzània
El barbut de Tanzània (Trachyphonus darnaudii usambiro) és una espècie d'ocell de la família dels líbids (Lybiidae) que habita sabanes, la zona del Serengeti, alsud-oest de Kenya i nord-oest de Tanzània. Ha estat considerat una subespècie del barbut de D'Arnaud.